# Бомбардировка Сингапура (1944—1945)
Бомбардировка Сингапура — военная кампания, проведённая ВВС антигитлеровской коалиции во время второй мировой войны.
Военно-воздушные силы Армии США провели 11 авианалётов на оккупированный японцами Сингапур, осуществлённый стратегическими бомбардировщиками с ноября 1944 по март 1945 гг.
Большинство этих налётов имели целью морскую базу и постройки доков на острове. В то же время в прибрежных водах были проведены миссии по установке мин. После того, как американские стратегические бомбардировщики сменили место дислокации, королевские военно-воздушные силы Великобритании приняли на себя ответственность за операцию по установке мин около Сингапура, которая продолжилась до мая 1945 года.
Налёты дали смешанные результаты. C одной стороны, был нанесён существенный ущерб важной морской базе и торговому порту Сингапура. С другой стороны некоторые налёты на эти цели не были успешными, а атаки на нефтехранилища на островах около Сингапура были и вовсе неэффективны. Кампания по закладке минных полей нанесла серьёзный ущерб движению судов в районе Сингапура и привела к потере более трёх кораблей и повреждению ещё десяти. Тем не менее, данная кампания также не стала решающей. Тем не менее, атаки союзников были успешны в плане поднятия морального духа мирного населения Сингапура, которые верили, что налёты указывают на приближающееся освобождение города. Потери среди мирного населения Сингапура были невелики, хотя один из налётов оставил сотни людей бездомными, а также были убиты рабочие во время атак военных построек.

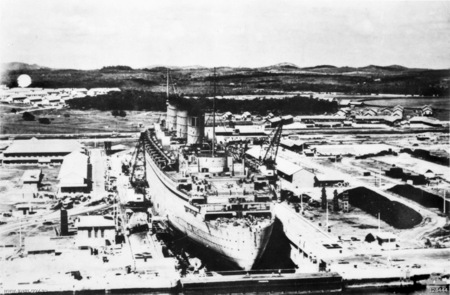
Океанский лайнер RMS Queen Mary в сухом доке «Король Георг VI» в августе 1940 года

## Предыстория
В течение десятилетий после Первой мировой войны Великобритания расширила военно-морскую базу в Сембаванге на северном берегу Сингапура в рамках плана по сдерживанию японского экспансионизма в регионе(так называемой «сингапурской стратегии»). Получившиеся постройки стали одними из самых важных в Британской Империи и включали сухой док «Король Георг VI» и 9-й адмиралтейский плавучий сухой док. Однако, объединённые силы союзников, расположенные в Малайе были быстро разгромлены в течение месяца после начала боевых действий на тихоокеанском театре. Тем не менее, острова сдались Японии только 15 февраля 1942 года . В ходе битвы за Малайю и, затем, сингапурской обороны город подвергся многочисленным бомбардировкам японских самолётов. Налёты привели к многочисленным жертвам среди гражданского населения.